# 日本葉たばこ技術開発協会
公益財団法人日本葉たばこ技術開発協会（にほんはたばこぎじゅつかいはつきょうかい）は、東京都港区にあった公益財団法人である。
たばこ耕作に使用する機材の試験評価や耕作技術についての情報提供などを行っていた。2022年3月31日に解散し、たばこ耕作資材委託試験事業は一般財団法人葉たばこ財団に譲渡した。

## 概要
- 1969年 専売公社・全国たばこ耕作組合中央会によって任意団体として設立
- 1970年 財団法人となる
- 1985年 専売公社民営化により財務省の所管となる
- 2012年10月1日 公益財団法人に改組。
- 2021年 一般財団法人に改組
- 2022年 解散

## 所在地
- 〒105-0013 東京都港区浜松町2-7-1 第38荒井ビル(ハウス浜松町ビル) 7F